# Biblioteques sense llibres
Les biblioteques sense llibres (en anglès, bookless libraries) són biblioteques de diversa tipologia (universitàries, públiques, escolars, etc.) la col·lecció de les quals és completament digital, malgrat disposar totes elles d'edificis físics.
El model de biblioteca sense llibres físics ha sorgit impulsat pel procés generalitzat de la digitalització de fons bibliogràfics, que ha modificat les formes d'accés a la informació. Així, Gil Solés emmarca aquest procés com una "quarta transformació [que] trenca de forma disruptiva aquesta imatge icònica, i transforma de dalt a baix la imatge que en tenim. L'espai de la biblioteca es transforma, i s'avança cap a un espai sense llibres, una biblioteca sense llibres producte de la digitalització.". Aquesta transformació ha provocat que els llibres impresos passin a emmagatzemar-se fora de les àrees principals dels edificis de les biblioteques, o fins i tot en magatzems cooperatius consorciats per a llibres i altres materials de baix ús, com pot ser el Magatzem Cooperatiu GEPA.
D'aquesta manera, els espais de les biblioteques es reconfiguren afegint sales amb equipament informàtic, zones diàfanes i entorns polivalents per al desenvolupament d'activitats, i en les que l'espai dedicat a llibres ja suposa només el 20% del total. Aquests nou dissenys dels espais de les biblioteques es relacionen amb les funcions i paradigmes més actuals de les biblioteques. "espais de reunió, de comunitat, on sentir-se part important d'un conjunt; espais de creació (els makerspaces), i també de reflexió d'espiritualitat i debat; espais socials i de relació, en igualtat de condicions, ón no es jutga i on tothom val i aporta el mateix."

## Exemples
Pel que fa a exemples de biblioteques sense llibres, es poden mencionar els casos de la biblioteca sense llibres de la Universitat Politècnica de Florida, la biblioteca pública Bibliotech a Bexar County (Texas, Estats Units d'Amèrica), o també la biblioteca d'enginyeria de la Universitat d'Standford. També s'han analitzat i descrit casos de biblioteca sense llibres com la biblioteca d'Art i Arquitectura de la Universitat Islàmica d'Azada (Irán), i la de l'Oficina de Biblioteques i Arxius de la Regència de Barru, a Indonèsia. A Europa, trobem l'exemple de la Biblioteca de la Universitat d'Amsterdam, obra del 2010 de l'equip de dissenyadors format per Ira Koers i Roelof Mulder, amb la seva habitació vermella. A casa nostra, es poden destacar casos com el de la biblioteca sense llibres de la Biblioteca Expandida i Deslocalitzada del Centre del Carme (BED CCCC) de València.

## Conceptes relacionats
En anglès existeix també el concepte de paperless libraries (biblioteques sense paper). El que diferencia les biblioteques sense paper de les biblioteques sense llibres és que les primeres tenen com a precepte i fonament reduir l'impacte ecològic de la difusió d'informació mitjançant pràctiques sostenibles com la reducció de l'ús del paper.